# John Slessor

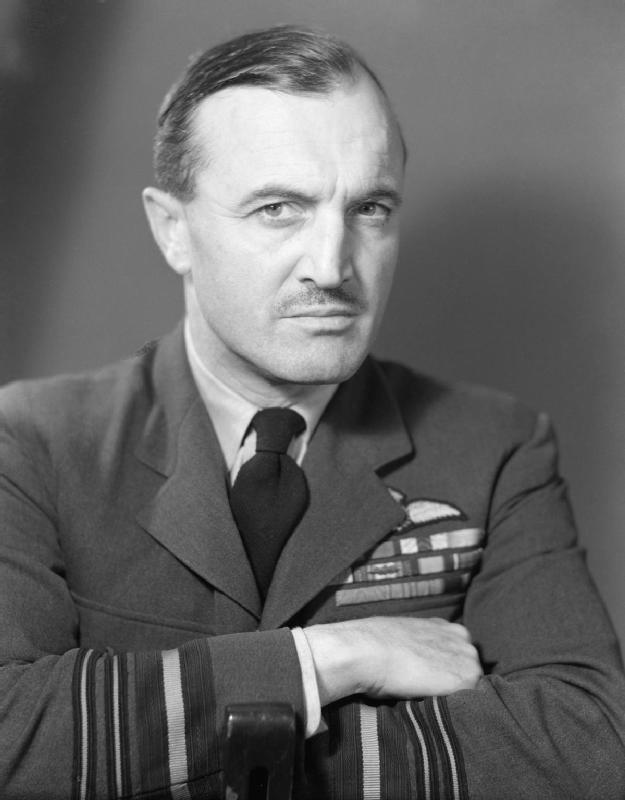
John Slessor, 16 april 1943

John Cotesworth (Jack) Slessor (Ranikhet (Brits-Indië), 3 juni 1897 – Wiltshire, 12 juli 1979) was een Britse officier in de Royal Air Force (RAF). Hij was een piloot tijdens de Eerste Wereldoorlog in de Royal Flying Corps, bekleedde diverse commando's tijdens de Tweede Wereldoorlog en was van 1950 tot 1952 chief of the Air Staff.

## Eerste Wereldoorlog
Slessor was de zoon van een legerofficier en werd geboren in Ranikhet in Brits-Indië. Hij studeerde aan de Haileybury and Imperial Service College. Vanwege een verlamming aan beide benen als gevolg van polio werd hij tijdens de Eerste Wereldoorlog afgewezen voor militaire dienst, maar door familieconnecties werd hij in 1915 toegelaten tot de Royal Flying Corps (RFC). Hij werd toegevoegd aan de RFC-squadron nr. 17 en vocht mee in Egypte en de Soedan en werd in vele dagorders genoemd. In 1916 moest Slessor doordat hij gewond raakte aan zijn dij terugkeren naar Groot-Brittannië. Hij keerde terug in 1917 en werd flight commander bij de RFC-squadron nr. 5 aan het Westfront. In 1917 werd hij onderscheiden met de Military Cross en eindigde de oorlog met de tijdelijke rang van majoor in de nieuwgevormde Royal Air Force (RAF).

## Interbellum
Slessor had de RAF in 1919 verlaten maar keerde in 1920 als Flight Lieutenant weer terug. Hij was van 1925 tot 1928 officer commanding van de RAF-squadron nr. 4 en werd in 1931 benoemd tot RAF-stafofficier aan de Staff College in Camberley. Hij werd in maart 1935 benoemd tot officer commanding van de No. 3 (Indian) Wing en kreeg vanwege zijn operaties in Waziristan de Orde van Voorname (DSO). In mei 1937 volgde zijn bevordering tot group captain en zijn benoeming tot plaatsvervangend directeur Planning. In december 1938 werd hij directeur Planning.

## Tweede Wereldoorlog
Op 1 september 1939 werd Slessor benoemd tot air commodore. Op 10 januari 1941 werd hij bevorderd tot tijdelijk air vice marshal en in mei 1941 werd hij air officer commanding (AOC) van de RAF-groep nr. 5. Nadat hij in januari 1942 in vele dagorders werd genoemd werd hij benoemd tot assistent chief of the Air Staff en zijn rang van vice air marshal werd in april definitief. Slessor was nauw betrokken bij de planning van gecombineerde luchtaanvallen op Europa door de geallieerden. Tijdens de Conferentie van Casablanca in januari 1943 was hij instaat de Britse minister van Luchtvaart, Archibald Sinclair en de chief of the Air Staff, air chief marshal Charles Portal te beïnvloeden om akkoord te gaan met de voorstellen van de USAAF die moesten leiden tot een "round-de-clock" bombardementbeleid tegen Duitsland. De Verenigde Staten zouden overdag precisiebombardementen uitvoeren en de RAF zou op grote schaal bombardementen in de nacht doen.
In februari 1943 werd Slessor benoemd tot air officer commanding van Coastal Command en raakte betrokken bij de Slag om de Atlantische Oceaan om in samenwerking met de marine de strijd aan te gaan met de Duitse U-boten. Op 1 juni 1943 werd hij bevorderd tot tijdelijk Air Marshal en werd in januari 1944 opperbevelhebber van de RAF Middle East en werd plaatsvervanger bij luitenant-generaal Ira Eaker als opperbevelhebber van de Mediterranean Allied Air Forces. In deze rol voerde hij operaties uit tijdens de Italiaanse Veldtocht en in Joegoslavië en richtte in een laat stadium de Balkan Air Force op. In april 1945 werd Slessor air member for Personnel en op 6 juni 1945 werd zijn rang van air marshal definitief. In januari 1942 werd hij benoemd tot Lid in de Orde van het Bad en in juni 1943 werd hij bevorderd tot Ridder Commandeur in de Orde van het Bad.

## Chief of the Air Staff
Slessor werd op 1 januari 1946 bevorderd tot air chief marshal. Hij bleef tot het einde van 1947 ook een air member for Personnel en volgde generaal William Slim op als commandant van de Imperial Defence College. Op 1 januari 1950 volgde Slessor marshal of the Royal Air Force Arthur Tedder als chief of the Air Staff op en benoemde air chief marshal Ralph Cochrane tot zijn vice chief of the Air Staff. Hij werd op 10 juni 1948 bevorderd tot Ridder Grootkruis in de Orde van het Bad en op 8 juni 1950 bevorderd tot marshal of the Royal Air Force. Aan het einde van 1951 raakte Slessor betrokken bij de vraag van de Australische regering om een geschikte RAF-officier te sturen die geschikt was om chief of the Air Staff te worden van de Royal Australian Air Force (RAAF). Hij selecteerde air marshal Donald Hardman als de meest geschikte man voor de Australische post en probeerde de dwaasheden van enkele jaren geleden wat hij noemde te vermijden, waarbij hij verwees naar de air chief marshal Charles Burnett die van 1940 tot 1942 chief of the Air Staff van de RAAF was.
Als leider van de RAF bedacht Slessor de V-Force ter aanduiding van de geplande strategische bommenwerpers: Vickers Valiant, Handley Page Victor en Avro Vulcan. Hij speelde ook een belangrijke rol om nucleaire wapens te promoten als een effectief afschrikkingsmiddel als onderdeel van de Britse strategie aan het begin van de Koude Oorlog. In 1952 voerde de RAF aan dat bommenwerpers een zo belangrijk afschrikmiddel kan zijn dat de conventionele strijdkrachten drastisch kan worden teruggebracht op het moment dat de regering moet bezuinigen op overheidsuitgaven. Slessor geloofde dat het onwaarschijnlijk was dat het Verenigd Koninkrijk in staat was om een communistisch offensief tegen te houden zonder gebruik te maken van nucleaire wapens. Hij werd een van de belangrijkste propagandisten van de ‘Great Deterrent’ aan beide kanten van de Atlantische Oceaan.

## Pensioen
Op 31 december 1952 trad Slessor af als chief of the Air Staff en ging een jaar later met pensioen uit de RAF. Hij publiceerde twee boeken na zijn pensioen: zijn autobiografie The Central Blue (1956) en The Great Deterrent (1957). Hij was van 1963 tot 1974 lid van de Somerset County Council en was van 1965 tot 1966 high sheriff of Somerset. 